# Tursi
Tursi är en stad och kommun i provinsen Matera, i regionen Basilicata i södra Italien. Kommunen hade 4 981 invånare (2017) och gränsar till kommunerna Colobraro, Montalbano Jonico, Policoro, Rotondella, Sant'Arcangelo, Scanzano Jonico och Stigliano. I kommunen finns tre frazione, varav en är Anglona, som har ett ursprung som medeltida stad.